# Chris Jenkins
Christopher Jenkins (geb. vor 1979) ist ein US-amerikanischer Tontechniker.

## Leben
Jenkins begann seine Karriere im Filmgeschäft 1979. Sein Debüt hatte er bei der Steven-Spielberg-Filmkomödie 1941 – Wo bitte geht’s nach Hollywood. 1986 erhielt er gemeinsam mit Gary Alexander, Larry Stensvold und Peter Handford den Oscar in der Kategorie Bester Ton für Jenseits von Afrika. Seinen zweiten Oscar erhielt er 1993 für Der letzte Mohikaner, gemeinsam mit Doug Hemphill, Mark Smith und Simon Kaye. 2016 wurde er für Mad Max: Fury Road ein drittes Mal mit dem Oscar prämiert, diesmal zusammen mit Gregg Rudloff und Ben Osmo. Zudem war Jenkins zwei weitere Male für den Oscar nominiert, 1991 für Dick Tracy sowie 2009 für Wanted. Zu seinen weiteren Auszeichnungen zählen zwei BAFTA Film Awards sowie ein AACTA Award. Seit 2006 war Jenkins an allen Filmen von Regisseur Zack Snyder beteiligt.

## Filmografie (Auswahl)
- 1979: 1941 – Wo bitte geht’s nach Hollywood (1941)
- 1980: Heaven’s Gate
- 1981: Der Einzelgänger (Thief)
- 1984: Die Frau in Rot (The Woman in Red)
- 1984: Gegen jede Chance (Against All Odds)
- 1985: Jenseits von Afrika (Out of Africa)
- 1988: Die grellen Lichter der Großstadt (Bright Lights, Big City)
- 1989: Die fabelhaften Baker Boys (The Fabulous Baker Boys)
- 1989: Star Trek V: Am Rande des Universums (Star Trek V: The Final Frontier)
- 1990: Dick Tracy
- 1992: Der letzte Mohikaner (The Last of the Mohicans)
- 1994: Der Klient (The Client)
- 1994: Star Trek: Treffen der Generationen (tar Trek Generations)
- 1995: Heat
- 1996: Die Jury (A Time to Kill)
- 1996: Die Kammer (The Chamber)
- 1996: Mission: Impossible
- 1997: Besser geht’s nicht (As Good As It Gets)
- 1997: Das fünfte Element (Le Cinquième Élément)
- 1998: Rendezvous mit Joe Black (Meet Joe Black)
- 2000: Der Grinch (How the Grinch Stole Christmas)
- 2001: A Beautiful Mind – Genie und Wahnsinn (A Beautiful Mind)
- 2002: Star Trek: Nemesis (Star Trek Nemesis)
- 2005: Die Dolmetscherin (The Interpreter)
- 2006: 300
- 2008: Frost/Nixon
- 2008: Wanted
- 2009: Watchmen – Die Wächter (Watchmen)
- 2010: The Book of Eli
- 2011: Sucker Punch
- 2013: Man of Steel
- 2014: 300: Rise of an Empire
- 2015: Mad Max: Fury Road
- 2016: Batman v Superman: Dawn of Justice

## Auszeichnungen
- 1986: Oscar in der Kategorie Bester Ton für Jenseits von Afrika
- 1987: BAFTA Film Award in der Kategorie Bester Ton für Jenseits von Afrika
- 1991: Oscarnominierung in der Kategorie Bester Ton für Dick Tracy
- 1991: BAFTA-Film-Award-Nominierung in der Kategorie Bester Ton für Dick Tracy
- 1991: BAFTA Film Award in der Kategorie Bester Ton für Die fabelhaften Baker Boys
- 1993: Oscar in der Kategorie Bester Ton für Der letzte Mohikaner
- 1993: BAFTA-Film-Award-Nominierung in der Kategorie Bester Ton für Der letzte Mohikaner
- 2009: Oscarnominierung in der Kategorie Bester Ton für Wanted
- 2016: Oscar in der Kategorie Bester Ton für Mad Max: Fury Road
- 2016: BAFTA-Film-Award-Nominierung in der Kategorie Bester Ton für Mad Max: Fury Road
- 2016: AACTA Award in der Kategorie Bester Ton für Mad Max: Fury Road